# 카마치 카즈마
카마치 카즈마(일본어: 鎌池和馬 가마치 가즈마[*])는 일본의 라이트 노벨 작가이다.

## 경력
- 제 9회 전격 게임 소설 대상에서 '슈뢰딩거의 거리(シュレディンガーの街)'를 투고, 3차 예선까지 통과했으나 낙선했다.
- 담당 편집자의 눈에 띄어 새 소설을 써 볼 것을 제안받았다.[1]
- 2004년 4월 '어떤 마술의 금서목록'으로 데뷔했다.

## 인물
- 취미가 글쓰기이며, 여러 에피소드를 남긴 속필 작가이다.
  - 어떤 마술의 금서목록 2권은 17일만에 집필했다.
  - 삽화 담당의 하이무라 키요타카에 따르면, 2권 작업에 관한 설정집에 실수로 3권의 플롯이 딸려 있었다고 한다[2].
  - 5권 발매 직전 6권의 집필을 거의 완료하고, 9권의 플롯까지 작성되어 있었다[3].
  - '어떤 과학의 초전자포' 원안 제출도 빠르다[4].
  - 때로 편집이 따라가지 못할 때도 있다.
- 내향적인 성격으로 미디어 노출이 적고 자신에 관한 말이 거의 없다.
  - 하이무라 키요타카는 그의 첫인상을 '미묘하게 체육회계같아요!?(微妙に体育会系っぽい!?)'라고 서술했다[5].
- '세계에서 가장 의욕없는 저자 사진을 목표로 하는 신인 작가'라고 자신을 소개하여, 저자 사진은 보통 도형의 조합으로 만들고 있다.

## 작품 목록

### 주 작품
- 어떤 마술의 금서목록 (2004년 ~ )
- 어떤 과학의 초전자포 (2007년 ~ )
- 헤비 오브젝트 (2009년 ~ )

### 공동·참여작품
- 박살천사 도쿠로 짱입니다 (박살천사 도쿠로 추모 소설)
- 살인비와 딥 엔드(殺人妃とディープエンド) (전격h 수록)
- 살인기와 네버 엔드(殺人器とネバーエンド) (전격hp Vol.37 수록)
- 수수께끼 그 전에(謎のその先に) (전격 쿠퍼레이션 MW 학원 수록)
- 작안의 샤나(2) with "GRIMOIRE"【토멸의 옥】（만화《작안의 샤나 II》초회한정판 특별부록〈GRIMOIRE〉수록）

### 미발표
- 슈뢰딩거의 거리 (제 9회 전격 게임 소설 대상 투고작)

## 참고 문헌
- '어떤 마술의 금서목록의 모든 것' 전격 문고 편집부 편(카마치 카즈마 원작·감수·기고), 아스키 미디어 웍스
  - 대담 '소설 어떤 마술의 금서목록을 말한다' (124~135쪽)
  - 대담 '만화 어떤 마술의 금서목록을 말한다' (138~143쪽)
  - 대담 '만화 어떤 과학의 초전자포를 말한다' (146~155쪽)

## 같이 보기
- 하이무라 키요타카